# Groupe de la skuttérudite
 (novembre 2013).
Si vous disposez d'ouvrages ou d'articles de référence ou si vous connaissez des sites web de qualité traitant du thème abordé ici, merci de compléter l'article en donnant les références utiles à sa vérifiabilité et en les liant à la section « Notes et références ».
Le groupe de la skuttérudite est un groupe de minéraux isostructuraux comprenant quatre espèces différentes :
- la ferroskuttérudite (Fe,Co)As3 ;
- la kieftite CoSb3 ;
- la nickelskuttérudite NiAs2-3 ;
- la skuttérudite (Co,Fe,Ni)As2-3.

Les skuttérudites représentent une famille de composés cristallins minéraux composés d'atomes de cobalt, de nickel et d'arsenic. Leurs structures sont dérivées de celles du minéral CoAs3, alliage de cobalt et d'arsenic, présent à l’état d’impureté dans les gisements de cobalt de la ville minière norvégienne de Skutterud. Ce sont des composés très étudiés pour leurs propriétés thermoélectriques prometteuses et pour leurs propriétés magnétiques exotiques. Leur structure possède une cage volumineuse dans laquelle peut être insérée un atome lourd. Elles peuvent donc être de type vide, ou binaires, ou de type remplies. Elles se présentent sous forme de poudre très friable, de couleur brune ou métallique suivant la composition.

## Les skuttérudites binaires

### Structure cristalline
Les skuttérudites binaires de la forme MX3 (avec M un métal de transition de la colonne du cobalt, et X un pnictogène : phosphore, arsenic ou antimoine) dérivent directement du minéral naturel CoAs3. Leur structure cristallographique, définissant un nouveau type, a été établie en 1928 par Ivar Werner Oftedal (no). Elles cristallisent dans le groupe d'espace Im3 (groupe no 204). La structure cristalline est constituée d’un sous-réseau cubique simple d’atomes M occupant les positions cristallographiques 8c de la maille élémentaire (1/4, 1/4, 1/4), les atomes X occupant les positions cristallographiques 24 g (0, y, z). La maille cubique centrée contient 32 atomes comme le montre la figure (I).
Connaissant le groupe d'espace, la structure cristallographique est complètement déterminée par la connaissance des trois paramètres y, z (positions des atomes X dans la maille élémentaire) et a (paramètre de maille). Elle peut alors être décrite de deux manières complémentaires :
- la figure (II) montre la structure skuttérudite en plaçant un atome M (site 8c) à l’origine de la maille élémentaire. Dans cette représentation, l’ensemble des positions prises par le métal de transition M constitue un réseau cubique simple. Au centre de six cubes sur huit se trouve un anneau rectangulaire de pnictogènes. Ces anneaux sont perpendiculaires aux trois directions cristallographiques (100), (010) et (001). Les deux derniers cubes sont inoccupés et correspondent au site cristallographique 2a. Cette représentation permet de mettre en évidence les liaisons chimiques X-X ;

- la figure (III) montre la structure skuttérudite en plaçant le site 2a (inoccupé) à l’origine de la maille. Cette représentation peut être décrite comme un réseau cubique simple de métaux de transitions, chacun étant situé au centre d’un octaèdre déformé de pnictogène. Elle met donc en évidence les liaisons chimiques M-X, et on voit alors clairement apparaître une cage volumineuse entre les huit octaèdres MX6, centrée en 2a.

Cette seconde représentation permet d’obtenir une « généalogie » de la structure skuttérudite qui peut se concevoir comme résultante d’une perte de symétrie de la structure pérovskite ReO3 (groupe d’espace Pm3m, no 221). Celle-ci est constituée d’atomes de rhénium situés au centre d’octaèdres réguliers, deux octaèdres proches voisins partageant un sommet avec un angle Re-O-Re de 180° (figure ci-dessous). Le passage de la structure cubique lacunaire ReO3 à la structure cubique lacunaire de CoX3 se fait en « tiltant » les octaèdres MX6, avec au passage un doublement dans chaque direction de la taille de la maille élémentaire. De la même manière que la structure pérovskite, la structure skuttérudite fait alors apparaître des cages volumineuses correspondant aux sites 2a de la structure cristallographique Figure (IV).

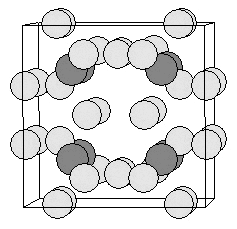
(I) Skuttérudite MX3 (M = sombre, X = clair)
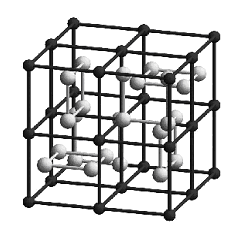
(II)Skuttérudite MX3 avec M à l'origine
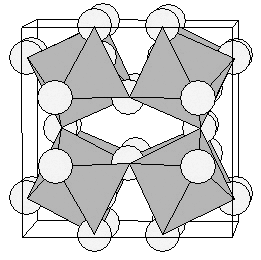
(III)Skuttérudite MX3 avec le site 2a à l'origine
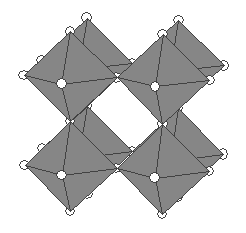
(IV) Structure pérovskite (le dessin montre 4 mailles élémentaires)

### Propriétés électriques et magnétiques
Les skuttérudites binaires non dopées, en l’absence de sur-stœchiométrie ou de sous-stœchiométrie en antimoine, sont des semi-conducteurs de type p (conduction par des trous). Leur gap (ou largeur de bande interdite) est très faible, de l'ordre de 0,05 à 0,2 eV suivant la composition. La propriété la plus remarquable des skuttérudites binaires, qui a été à l’origine de l’intérêt qui leur est porté dans le domaine de la thermoélectricité, est la valeur exceptionnellement élevée de la mobilité des porteurs de charges qui atteint 2 000 cm2·V-1·s-1 dans CoSb3 et même 1,104 cm2·V-1·s-1 dans RhSb3. Cette très grande mobilité des porteurs de charges a pour corollaire une conductivité électrique σ très élevée pour des semi-conducteurs (résistivité inférieure à 1 mΩ·cm). Les skuttérudites binaires possèdent en outre des valeurs de pouvoir thermoélectrique S (ou coefficient Seebeck) élevées, supérieurs à 100 µV·K-1, en accord avec leur état semi-conducteur. Elles possèdent donc des facteurs de puissance thermoélectrique σS2 très élevés. Les skuttérudites binaires sont des composés diamagnétiques (absence de moment magnétique).
Il est possible d’effectuer des dopages sur le site du métal de transition par des éléments de la colonne du fer ou du nickel ou sur le site du pnictogène par des éléments de la colonne de l’étain ou du tellure afin de modifier les propriétés électroniques et d’obtenir des composés de type n (conduction par des électrons) comme de type p (conduction par des trous). Par exemple dans le cas de CoSb3, il est possible d’obtenir un dopage de type p en substituant Co par Fe. Le dopage de type n peut être obtenu par substitution de Co par Ni, Pd ou Pt ou de Sb par Te ou Se. Le dopage tend à diminuer à la fois la résistivité électrique et le coefficient Seebeck.

### Propriétés thermiques
Les composés de la famille des skuttérudites binaires possèdent des conductivités thermiques relativement faibles. Ceci est dû au grand nombre d’atomes dans la maille élémentaire ainsi qu’au fait que celle-ci soit constituée en grande partie d’atomes lourds, notamment pour les skuttérudites à base d’antimoine. Elle est de l'ordre de 100 mW·cm-1·K-1, soit environ 40 fois inférieure à celle du cuivre. La plus grande part de cette conductivité thermique est due aux vibrations du réseau cristallin (phonons), pour environ 90 %, et pour 10 % environ aux porteurs de charge (électrons et trous). Elle est très nettement réduite dans les solutions solides comme Ir0,5Rh0,5Sb3.

## Les skuttérudites remplies
Les chimistes Jeitschko et Braun ont montré en 1977 qu’il est possible d’insérer une terre rare dans la cage du site 2a de la skuttérudite binaire (entre les octaèdres MX6) pour former une skuttérudite ternaire de type « skuttérudite remplie » (filled skutterudite en anglais. Ce remplissage de la cage vide est rendu possible par la substitution concomitante du métal de transition par un élément possédant un électron de moins (fer, ruthénium ou osmium) pour compenser les électrons apportés par l’ion électropositif. Depuis lors, il a été montré que de nombreux autres éléments peuvent être insérés dans la structure : alcalino-terreux, thorium, uranium, sodium ou potassium, thallium, etc.

### Structure cristalline

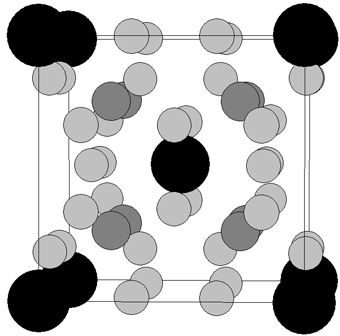
Skuttérudite remplie (noir=R, gris foncé=M, gris clair=X

Les skuttérudites remplies ont une structure cristallographique analogue à celle des skuttérudites binaires (voir figure) : elles cristallisent dans le groupe d'espace Im3, avec l’ion électropositif en site 2a (0, 0, 0) du groupe d’espace, le métal de transition en site 8c (1/4, 1/4, 1/4) et le pnictogène en site 24g (0, y, z). La formule générale d’une skuttérudite remplie est donc R2M8X24, ou de manière plus commune RM4X12 en considérant la maille unitaire rhomboédrique.
La taille de la cage est grande par rapport aux rayons des ions électropositifs pouvant être insérés, et ce tout particulièrement dans les skuttérudites à base d’antimoine. Il n’y a donc pas de variation brutale du paramètre de maille avec le remplissage (il passe de 9,035 Å dans CoSb3 à 9,135 Å dans CeFe4Sb12, soit une augmentation de l’ordre du pour cent), et l’ion électropositif est faiblement lié à son environnement. Ceci se traduit par une amplitude de vibration importante de l'ion autour de sa position d'équilibre. Il n'est donc pas possible d'insérer des ions trop petits, ils ne seraient pas assez liés à la cage. Bien qu’il n’y ait qu’un seul site cristallographique pour l’atome de terre-rare, le taux de remplissage de la cage n’est jamais égal à un, et la structure devrait plutôt être décrite par la formule générale RyM4X12. La cause de ce remplissage fractionnaire n'est pas connue à l'heure actuelle. Le taux de remplissage y dépend de la composition chimique et de la technique de synthèse du cristal.

### Propriétés électriques
Nous avons vu que les skuttérudites binaires sont des composés semi-conducteurs. Toute variation du nombre d'électrons dans le système entraînera donc une évolution vers un état plus métallique. Prenons l'exemple d'une skuttérudite remplie RFe4Sb12. Le fer possédant un électron de valence de moins que le cobalt, le passage de CoSb3 (ou Co4Sb12) à [Fe4Sb12] correspond à la perte de quatre électrons. L’ion électropositif inséré dans la cage étant dans un état de valence n+, n électrons sont fournis au système pour compenser les trous électroniques. Ainsi dans le cas d’une terre-rare trivalente (3+), il restera un trou électronique par formule unité dans le système, qui sera donc métallique. C'est en fait le cas de la plupart des skuttérudites remplies, les atomes pouvant être insérés dans la cage, étant pour la plupart divalent (2+) ou trivalent (3+). Certaines skuttérudites remplies présentent même un état supraconducteur à basse température.

### Propriétés magnétiques
Les skuttérudites remplies possèdent une très grande variété de propriétés magnétiques suivant la composition chimique. Leur magnétisme est constitué de la somme de deux contributions : une contribution du réseau [M4X12], et une contribution de l'ion électropositif. Ces deux contributions peuvent être indépendantes ou couplées suivant la composition.
Il existe ainsi des skuttérudites remplies :
- paramagnétiques ;
- ferromagnétiques ;
- antiferromagnétiques ;
- fermions lourds (effet Kondo) ;
- supraconductrices.

### Propriétés thermiques
Les skuttérudites remplies possèdent une conductivité thermique sensiblement plus faible que les skuttérudites binaires. En effet, l'ion électropositif étant inséré dans une cage beaucoup plus grande que lui, il peut vibrer de manière incohérente avec une grande amplitude autour de sa position d'équilibre. Ces vibrations empêchent la propagation des phonons, par un mécanisme qui n'est pas compris à l'heure actuelle.

### Propriétés thermoélectriques
Les skuttérudites remplies sont des composés prometteurs pour des applications de génération d'électricité par effet thermoélectrique. Elles possèdent en effet des facteurs de mérite thermoélectrique élevés. Ceux-ci peuvent par ailleurs être très nettement augmentés en effectuant des substitutions (dopage) sur les sites M et X, ce qui permet d'optimiser les propriétés électriques (conductivité électrique et coefficient Seebeck. Il est également possible de diminuer le taux de remplissage de la cage, ce qui permet d'augmenter le désordre de la structure et de diminuer la conductivité électrique. Ces skuttérudites, dites alors partiellement remplies, figurent parmi les matériaux les plus prometteurs étudiés actuellement en laboratoires pour des applications dans un domaine de température de l'ordre de 300 à 500 °C.

## Gîtes et gisements

### Histoire minéralogique et géographie des gisements
Ce minerai, le plus commun du cobalt, autrefois connu sous le nom de smaltine, était connu à Tunaberg en Suède, à Jachymov en Bohême tchèque, à Schneeberg en Saxe, à Andreasberg dans le Harz… et depuis les années 1930 à Bou Azzer dans l'Anti-Atlas au Maroc.
À la mine Chrétien de Sainte-Marie-aux-Mines, la « smaltine » d'autrefois ou skuttérudite se présente à la fois sous forme massive, granulaire, en groupement arborescent et en particulier en gros cristaux cubo-octaédriques ou dodécaédriques (taille maximale 3 cm) insérés dans une matrice de calcite. Le minerai récupéré était broyé avec du sable pour fabriquer le « bleu cobalt » ou smalt. Cette matière bleue était une poudre colorante tenace dans l'industrie et l'artisanat, notamment la charronnerie. Les paysans l'utilisaient fréquemment au XIXe siècle.
La mine d'Allemont à Chalanches en Isère dévoilent également de gros cristaux cubo-dodécaédriques insérés dans la calcite. 
Au début du XXe siècle, de nombreuses mines de Ni et de Co ont été rouvertes ou découvertes pour répondre à la demande des métallurgistes fabriquant d'aciers spéciaux, en particulier pour le blindage. Ainsi la mine de Kruth qui présente des cristaux de tailles millimétriques dans le quartz a été exploitée à la Belle Époque en Alsace allemande (Elsass Reichsland).
Les mines de la ville de Cobalt en Ontario (Canada) contiennent de vastes gisements de skuttérudite massive qui est pour l'industrie locale un remarquable minerai de nickel, de cobalt et d'arsenic.
La mise en évidence de la série minéralogique (Co,Ni, Fe)Asx avec 2<x<3 a permis de généraliser la dénomination de skuttérudite. La smaltine désigne aujourd'hui une variété de minerai pauvre en arsenic. D'un point de vue rigoureux, l'unité de maille ou formule chimique correspond à CoAs2.

## Galerie: famille de la skuttérudite

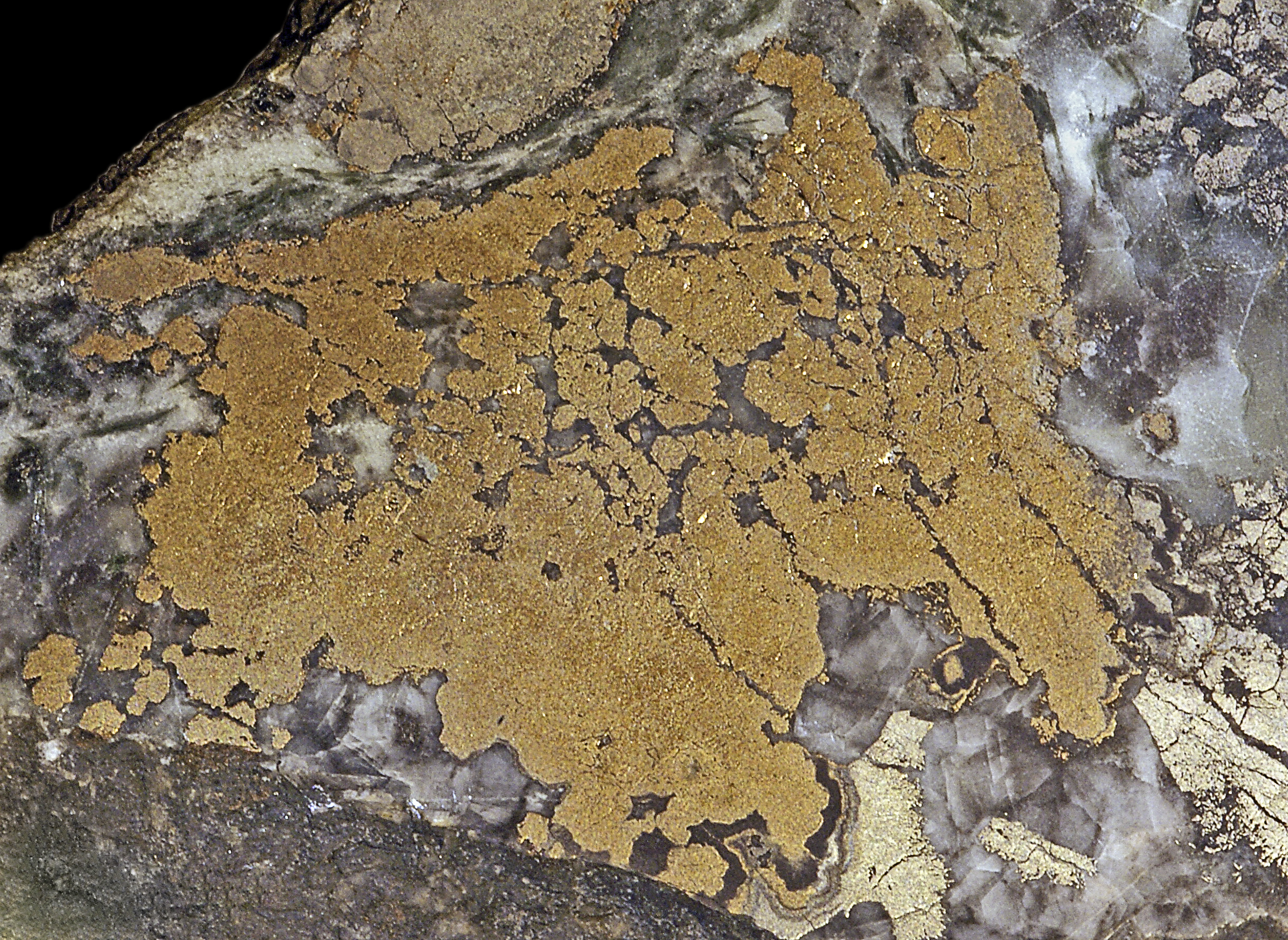
Nickeline - Silver Bar Mine, Cobalt, Ontario,Canada (6 × 4 cm)
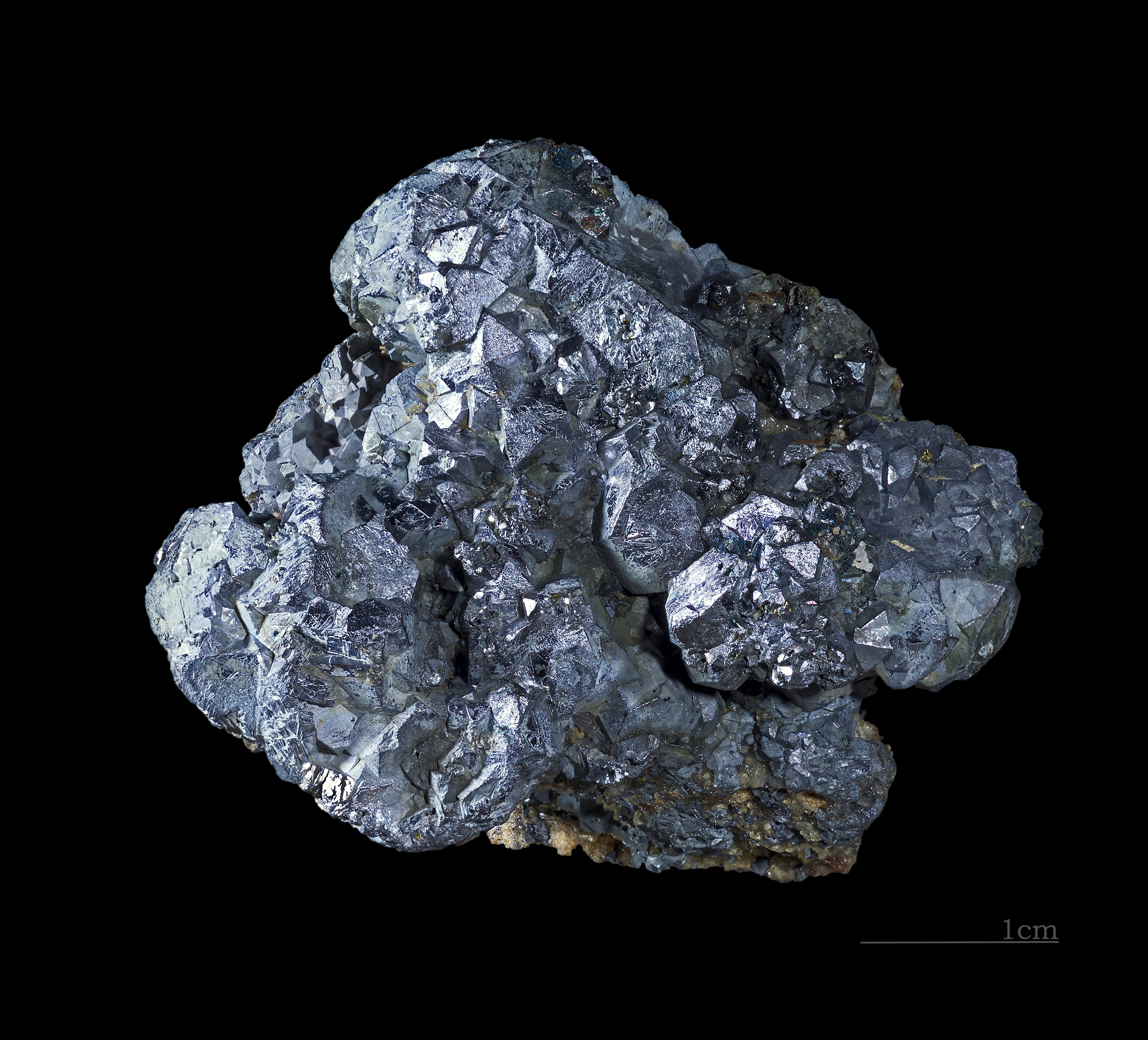
Smaltite Schneeberg Allemagne  (4,3 × 3,5 cm)